# بلینگن (زاکسونی)-آنهالت
بلینگن (زاکسونی)-آنهالت (به آلمانی: Bellingen) یک منطقهٔ مسکونی در آلمان است که در تانگرهوته واقع شده‌است. بلینگن ۲۶۷ نفر جمعیت دارد.